# Hiena de les cavernes
La hiena de les cavernes (Crocuta crocuta spelaea) fou un carnívor de mida mitjana que s'extingí a finals del Plistocè, fa entre 20.000 i 10.000 anys. La hiena tacada, bastant comuna a Àfrica, és el parent més proper de la hiena de les cavernes. De fet, la hiena de les cavernes n'és considerada una subespècie. Hi ha motius per pensar que el comportament de la hiena de les cavernes tenia moltes semblances amb el de la hiena tacada. Això significa que era un animal social que caçava mamífers bastant grans en grup. A més, també s'alimentava de carronya. Utilitzava les seves fortes mandíbules per trencar-ne els ossos i accedir a la nutritiva medul·la òssia.
Les hienes de les cavernes vivien a Europa, Àsia i Àfrica. Com ho suggereix el seu nom, moltes de les restes d'aquest animal han estat descobertes a cavernes, on sembla que es refugiaven dels rigors de l'època glacial. Aquestes cavernes també eren un refugi per homínids primitius com l'home de Heidelberg i el neandertal, que competien amb la hiena de les cavernes pels aliments.